# Hayâlî Bey
Hayâlî (خيالى) (1500?–1557) ,pe numele său real „Mehmed” a fost cel mai mare poet istanbulez din vremea sa, contemporan cu Fuzûli.

## Viața
Deși nu se știe cu exactitate data de naștere, poetul a fost născut în Yenice-i Vardar în Macedonia pe vremea domniei Sultanului Bâyezîd II (1481–1512) . Cunoscut de asemenea sub pseudonimul de „Bekar Memi” datorită burlăciei sale îndelungate , Hayâlî a fost un poet înnăscut, spre deosebire de alți poeți de curte din vremea sa ce urmau studii la medrese pentru a învăța arta poeziei. A fost pasionat de poezie de mic copil, pasiune pe care urma să o dezvolte în următoarea perioadă a vieții sale, cu ajutorul lui Baba Alî pe care îl urmează la Istanbul (capitala Otomană) din pasiune pentru învățăturile sale.
A început să se implice în arta poeziei pe când avea doar paisprezece ani, odată ajuns la Istanbul a devenit protejatul ( „sadrazam” în limba turcă) marelui vizir pe numele său İbrahim Pașa, care l-a ajutat pe Mehmed în începuturile sale ca poet iar mai târziu observând talentul tânărului l-a prezentat marelui sultan Süleyman Magnificul. Poetul a beneficiat de protecția Sultanului, iar impresionat fiind de talentul poetului îl ia la Curtea sa și îl susține în campania împotriva Bagdadului (1534), unde îl cunoaște de asemena pe cel ce avea să pună o amprentă semnificativă asupra vieții lui artistice – Fuzûli.
Viața sa in schimb avea să ia o întorsătură drastică atunci cand prietenul, și protectorul său İbrahim Pașa este îndepărtartat din funcție, destituit,și condamnat la moarte (1536). Poetul își pierde popularitatea și influenta în lumea artistică și iar viata sa lipsită de necazuri sub protecția lui İbrahim Pașa are să devină una dificilă. Lipsit de protecție, poetul este îndepărtartat de la Istanbul, ulterior este numit „Sanacakbey” sau guvernator a unui district provincial din afara Istanbulului. Această poziție dobândită îi dă dreptul sa se intituleze „Bey” (domn), cunoscut fiind altfel și de Hayâlî Bey. Moare ani mai târziu la Edirne (1557).

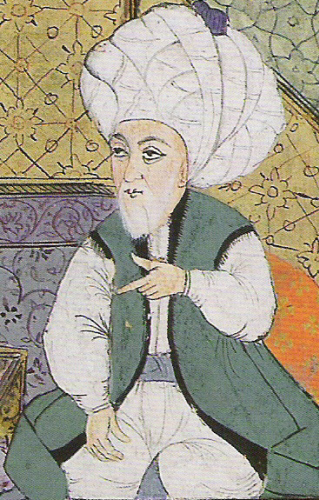

## Artă și viziunea vieții
Hayâlî a dus o viață nestatornică, observându-se în operele sale o preferință pentru mistica islamică (sufism). Alături de Baki, Hayâlî a fost poetul cel mai preferențiat in curtea sultanului.
În afară de câteva elogii pe care le-a scris majoritatea operelor sale erau scrise și dedicate marelui Sultan Süleyman Magnificul, operele preferate fiind de obicei opere potrivite pentru gusturile și vremurile sale, ce erau majoritar compuse din fraze proverbiale și expresii des folosite și de către alți scriitori contemporani cu acesta. La o sinteză a câtorva dintre lucrările lui Fuzuli, Baki și Kemal Pashazade se poate observa că frazele extrase din proverbe sunt elementul principal comun al majorității scriitorilor de pe vremea Sultanului.
Prețuirea,popularitatea și tratamentul preferențial pe care i l-a oferit suveranul Otoman, deși nu au reprezentat un impact deosebit asupra caracterului sau a vieții sale atât personale, a trezit invidia multor poeți contemporani și i-a adus odată cu invidia și inamici în viață profesională. 
Hayâli este considerat a fi unul dintre cei mai importanțiși pricepuți poeți divâni,un poet ce a reușit să unească în stilul caracteristic canoanele literaturii otomane cu exigențele morale ale misticii islamice.
Hayâli alături de alt scriitor foarte important in literatura otomană de la vremea respectivă, și anume Bâki, a fost de foarte multe ori comparat de către ceilalți scriitori contemporani cu poetul Hafez din Șiraz, atât din punct de vedere al simetriei și armoniei versurilor cât și din punct de vedere al inspirației alese. Este de asemena considerat a fi predecesorul lui Bâki datorită stilului istanbulez observat ca fiind preferat în operele sale.
Hayâli a reprezentat o inspirație pentru poeții ce au urmat după el, prin entuziasmul și mistica poeziilor sale, a inspirat astfel poeții din generațiile următoare și a susținut poezia otomană turcă, făcând parte dintr-un grup de poeți care au susținut importanta și superioritatea pozei turcești față de celalalte poezii din lumea islamică. Din operele poetului Hayâli a fost transmisă o singura colecție de poezii semnificativă pentru perioada otomană de la acea vreme, si anume divân-ul care a fost studiat ani mai târziu în multe din tarile islamice în special în Turcia. 